# 北海道道937号上雨紛台場線
北海道道937号上雨紛台場線（ほっかいどうどう937ごう かみうぶんだいばせん）は、北海道旭川市内を結ぶ一般道道（北海道道）である。

## 概要

### 路線データ
- 起点：北海道旭川市神居町上雨紛（北海道道219号新開旭川線交点）
- 終点：北海道旭川市神居町台場（国道12号交点）
- 総延長：13.240 km[1][注釈 1]
- 実延長：13.225 km[1][注釈 1]
- 重用延長：0.015 km[1][注釈 1]

### 道路管理者
- 上川総合振興局 旭川建設管理部 事業課

## 歴史
- 1978年（昭和53年）5月6日 - 富沢台場線として路線認定[2]。
- 1981年（昭和56年）2月17日 - 起点側を延長し、現在の路線名に変更[3]。

## 地理

### 通過する自治体
- 上川総合振興局
  - 旭川市

### 交差する道路
旭川市
- 北海道道219号新開旭川線 - 神居町上雨紛（起点）
- 国道12号 - 神居町台場（終点）

### 沿線にある施設など
旭川市
- 旭川市立富沢小学校
- カムイの杜公園